# Cape Coast
Cape Coast Ghána Középső Régiójának a központja, egyben a fante (ejts: fanti) nép legnagyobb települése. A Cape Coast-i főegyházmegye érseki székvárosa. A város 165 kilométerre nyugatra található az ország fővárosától, Accra-tól, a Guineai-öböl partján. A város hagyományos neve Oguaa, ami a fanti gua (piac) szóból származik. A portugál uralom alatt Cobo Corso (Kis földfok) néven ismerték. Később az angolok nevezték el Cape Coast-nak (Tengerparti földfok).

## Lakosság
Cape Coast őslakossága a fante néphez tartozik, akik Ghána déli részének közepén élnek. A nagyobb akan népcsoport tagjai. Fante nyelven beszélnek. Társadalmuk a matrilineáris öröklési rendszer szerint szerveződik. A kiterjedt család (klán) a szociális struktúra alapja. Hét klán alkotja Cape Coast őslakosságát. Minden eredetileg cape coast-i lakos valamelyikbe tartozik ma is. A klánok vezetőinek ma is fontos szerepe van a város hagyománuos életében.
A 15 éven aluli lakosság aránya magas, a 2000-es népszámlálasi adatok szerint 42%.

## Története
A települést a fante-k alapították a X. században. Sok kereskedő gyűlt itt össze közelről és távolról, ezért lett a település neve Oguaa (gua=piac). 1555-ben érkezett az első angol kereskedő, William Towerson. 1600 körül portugálok vettek egy darab földet 64 shillingért és egy földsáncot építettek. 1637-ben a hollandok elfoglalták és bővítették. 1652-be svédek foglalták el, akik tovább építkeztek. 1657-ben a dánoké lett, akik folytatták a bővítést. A vár gyakran cserélt gazdát, amíg 1664-ben angol kézre került. 1821-1877 között a brit Aranypart adminisztrációs központja lett, amikor is aztán Accrába, a mai fővárosba költöztették az adminisztrációt.
A XVII-XIX. század között Cape Coast a rabszolga-kereskedelem egyik központja volt. Az angol uralom ideje alatt Cape Coast jelentősen növekedett. Számos kereskedő társaság alapított itt székhelyet.
A XVIII. század csendesen telt, a város gyarapodott és gazdagodott. Azonban a helyzet bizonytalanná vált, amikor az ashantik 1805-ben elfoglalták a várost, a várat azonban nem tudták bevenni. Válaszlépésként az angolok még két erődöt építettek, melyek közül a William erőd ma is áll.

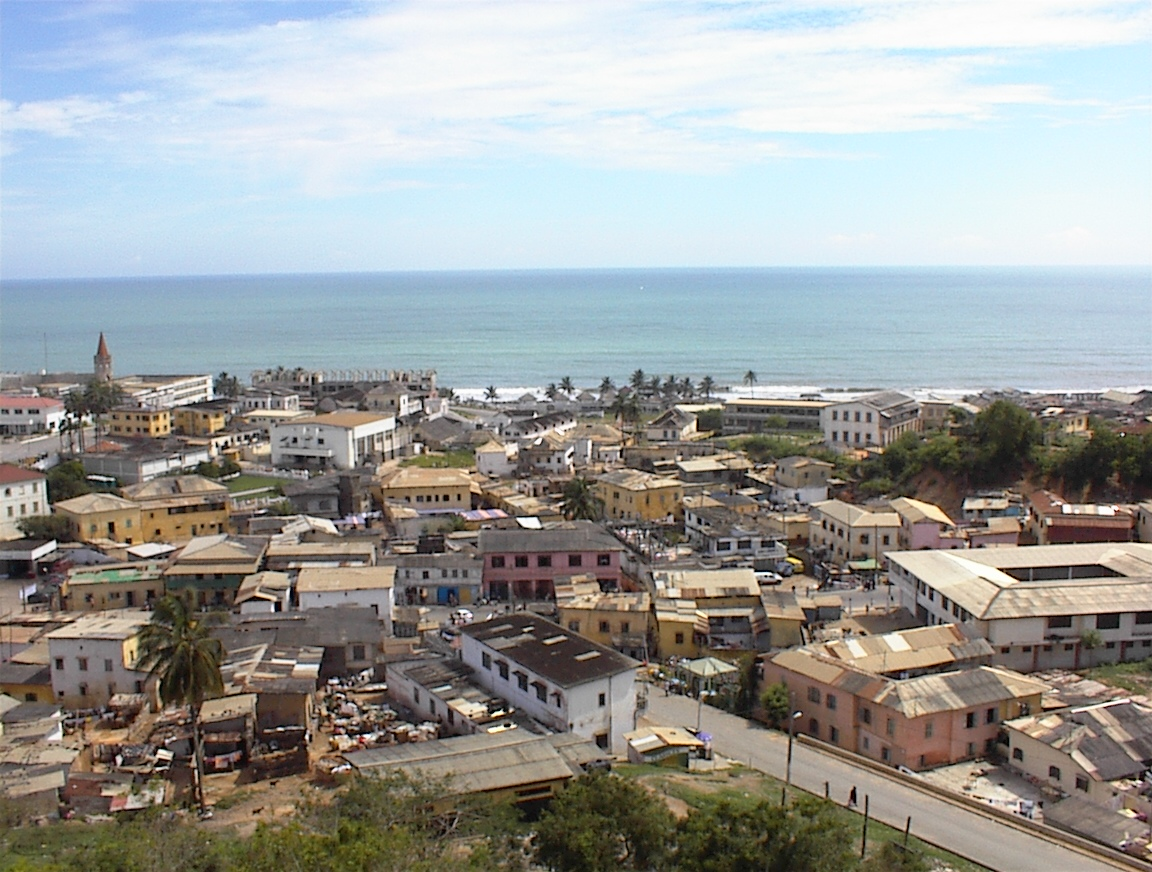
A városközpont

Az angolok megpróbálták az ashantikat visszaverni, de csapataik vereséget szenvedtek és a város másodszor is ashanti kézre került 1824-ben. 1826-ban sikerült a várost az angoloknak visszafoglalni, ezután a város növekedése tovább folytatódott. 1835-ben megalapították a Wesley metodista missziót.
Az angol uralom alatt Cape Coast jelentős kikötővé fejlődött, többek között innen indították útjára a számtalan, rabszolgának szánt őslakos afrikaival zsúfolt hajót az amerikai kontinens felé.
1400 és 1900 között virágzott az aranykereskedelem. 14-15 millió uncia (400-420 tonna) aranyat bányásztak ki Aranyparton. A XVI. század közepétől a portugálok kezdték el a rabszolgákat szállítani Nyugat-Afrikából az “Új világba”, ahol mezőgazdasági ültetvényeken és bányákban dolgoztatták őket. A rabszolga-kereskedelem fellendült és a rabszolga-kereskedelem eltörléséig több, mint 15 millió embert hurcoltak el Nyugat-Afrikából. Jelentős részüket Cape Coaston keresztül. Az embertelen körülményeket a tengeri út során több, mint 5 millióan nem élték túl.
A város fejlődése akkor torpant meg, amikor az angol gyarmati adminisztráció Accrába költözött. A másik jelentős katasztrófa a város életében az volt, amikor 1888-ban megépítették az új kikötőt Sekondi-ban, majd a vasutat Sekondi és Kumasi között 1903-ban. Az ideig Cape Coast volt a legfontosabb kikötő Aranyparton a kakaó exportálására. Ezután fontossága megszűnt. 1963-ban a kikötőt végleg bezárták.
Az első középiskolát (Mfantsipim) Aranyparton 1876-ban alapították Cape Coast városában metodista misszionáriusok. Ez a város számára új lehetőségeket nyitott mint az ország oktatási központja.

## Oktatás
A 2000-es népszámlálás adatai szerint Ghána 15 évesnél idősebb népességének 53% írástudatlan angol vagy valamelyik ghánai nyelven. Az angolt tekintve ez az arány 47%, azaz az ország lakosságának fele írástudatlan. Ezért az oktatásnak kiemelt szerepe van.
Hagyományosan az oktatás jelentős szerepet tölt be Cape Coast életébe. Az ország legjobb középiskolái itt találhatók. Az ország minden részéről a legjobb diákoknak sikerül csak bekerülnie.
- Wesley Girls' High School
- St. Augustine College
- Mfantsipim School
- Holy Child Secondary School
- Adisadel College (ADISCO)

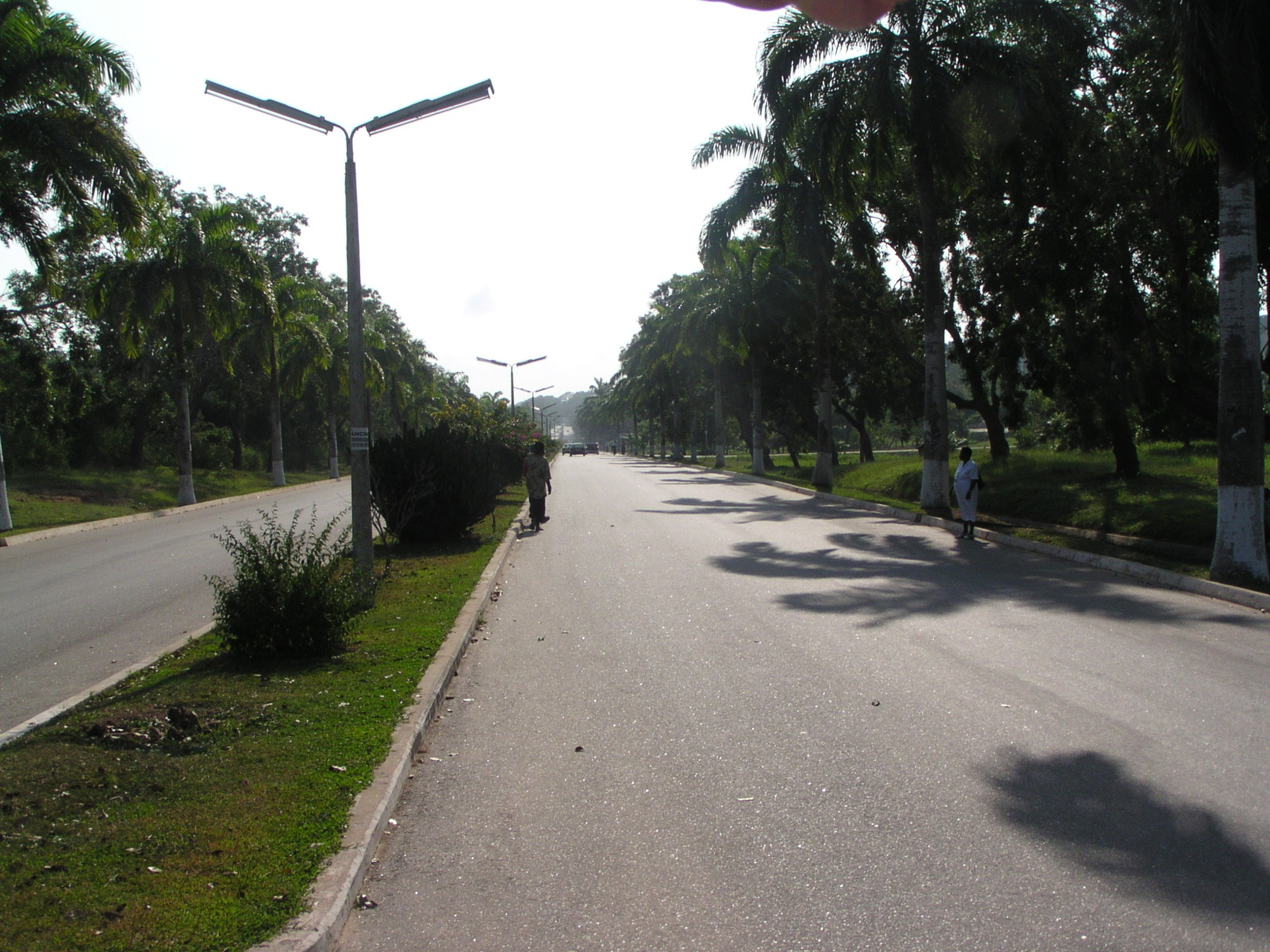
Cape Coast Egyetem kampusz

- Aggrey Memorial AME Secondary School (AGGREY)
- Ghana National College (GHANACOLL)
- Cape Coast Technical Institute (CAPETECH)

Két felsőoktatási intézmény van a városban:
- Cape Coast Polytechnic (C-POLY) - technikusképző
- Cape Coast Egyetem

Az egyetemet 1962-ben alapították az ország harmadik egyetemeként. Fő profilja a tanárképzés, de nővér- és orvosképzést is indítottak 2008-ban, az országos orvoshiány enyhítésére. 15 ezer nappali tagozatos diákja van az egyetemnek, de a távoktatással együtt több, mint 36 ezer diák tanul itt.
Az egyetem gyönyörű helyen fekszik, egy kis dombon, 50 méterre az Atlanti-óceán partjától.
Most folyik a regionális kórház klinikává fejlesztése, hogy az orvostanhallgatók gyakorlati képzése is a városban legyen megoldható.

## Gazdasági élet

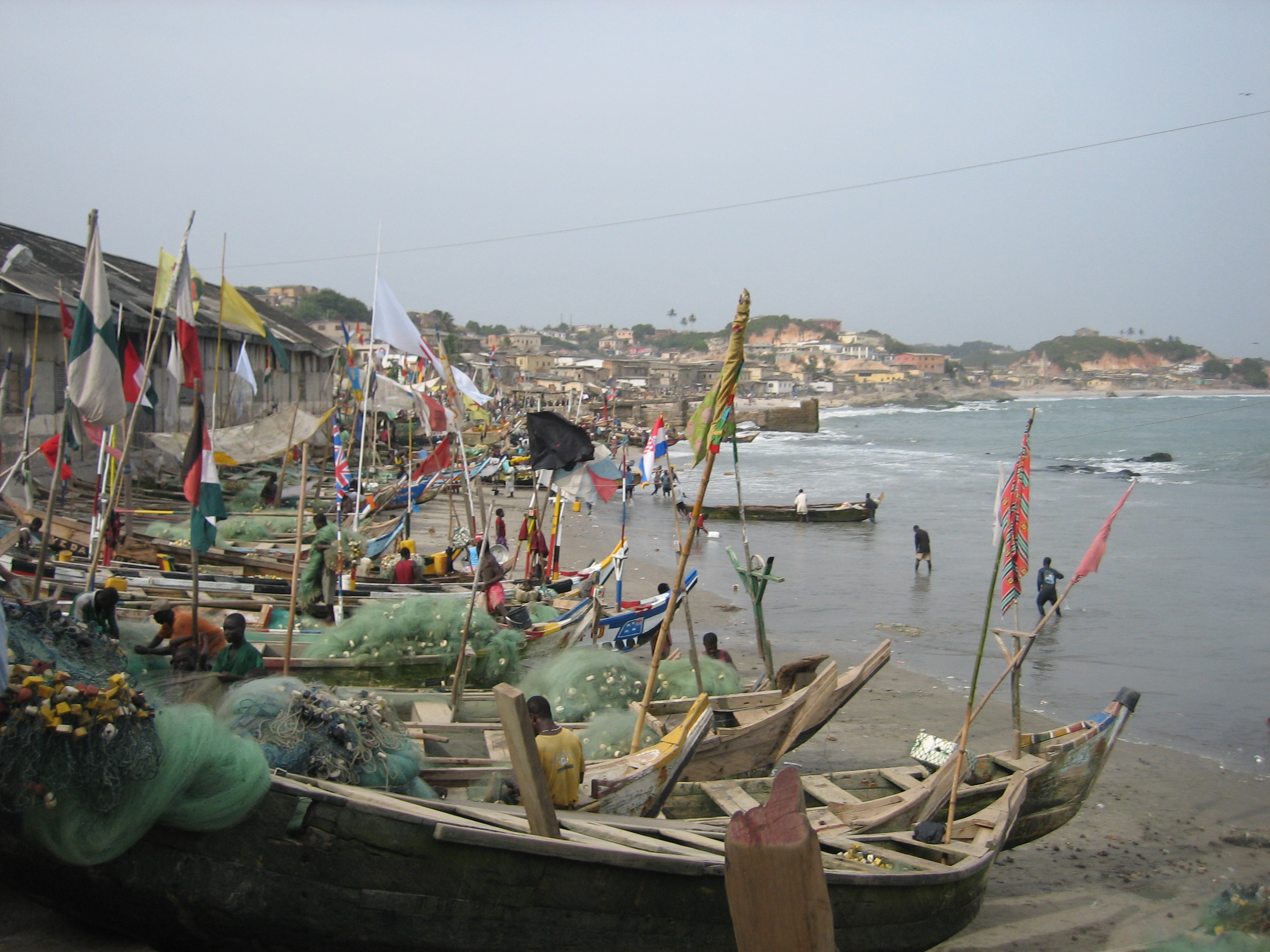
Halászkikötő a vár tövében

Az európai kereskedők megjelenése előtt a lakosság földműveléssel, halászattal, sóbepárlással és mind helyi, mind távolsági kereskedéssel foglalkozott. Mint más tengerparti várost is Ghánában (Elmina, Sekondi), akan, mande és európai kereskedők keresték fel áruért, főképp aranyért és fáért. Ahogy az európai kereskedelem bővült, egyre inkább háttérbe szorult a földművelés, a sóbepárlás is megszűnt a 19. század elejére. A lakosság a várban találhatott munkát, mint kiszolgáló személyzet, kereskedősegéd, árufelhajtó vagy alkusz. Mindez a XIX. század előtt volt és anyagi rétegződéshez vezetett a társadalomban.
Ma a lakosság földművelésből és halászatból él. Fő mezőgazdasági termények a manióka, kukorica, yam gyökér, főzőbanán, olajpálma és kókuszdió. Csirkét, kecskét és birkát tartanak.
Az ipar fejletlen, egy fűrészmalom és egy szappangyár kivételével csak kisvállalkozások működnek, amik fő tevékenysége a kisüzemi szappanfőzés, olajsajtolás (kókusz-, pálma- és pálmamag olaj), halfüstölés, autószerelés, varrás, fodrászat, stb.
A tanult rétegek az oktatásban, állami hivatalokban és a kórházakban dolgoznak.

## Látnivalók

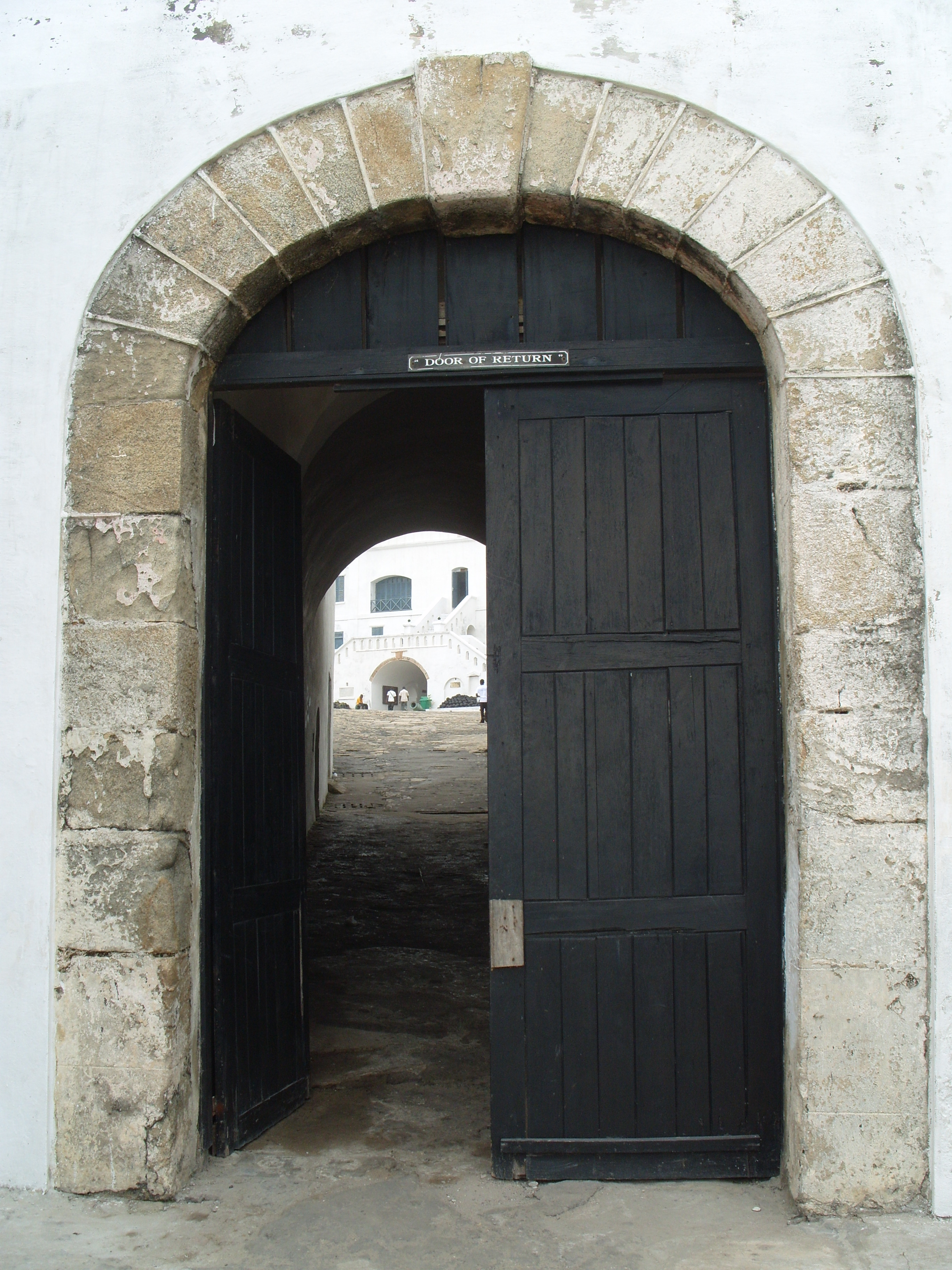
"Az ajtó, ahonnan nincs visszatérés" - Ezen az ajtón át terelték a rabszolgaságba hurcolt embereket a várból a hajókra.

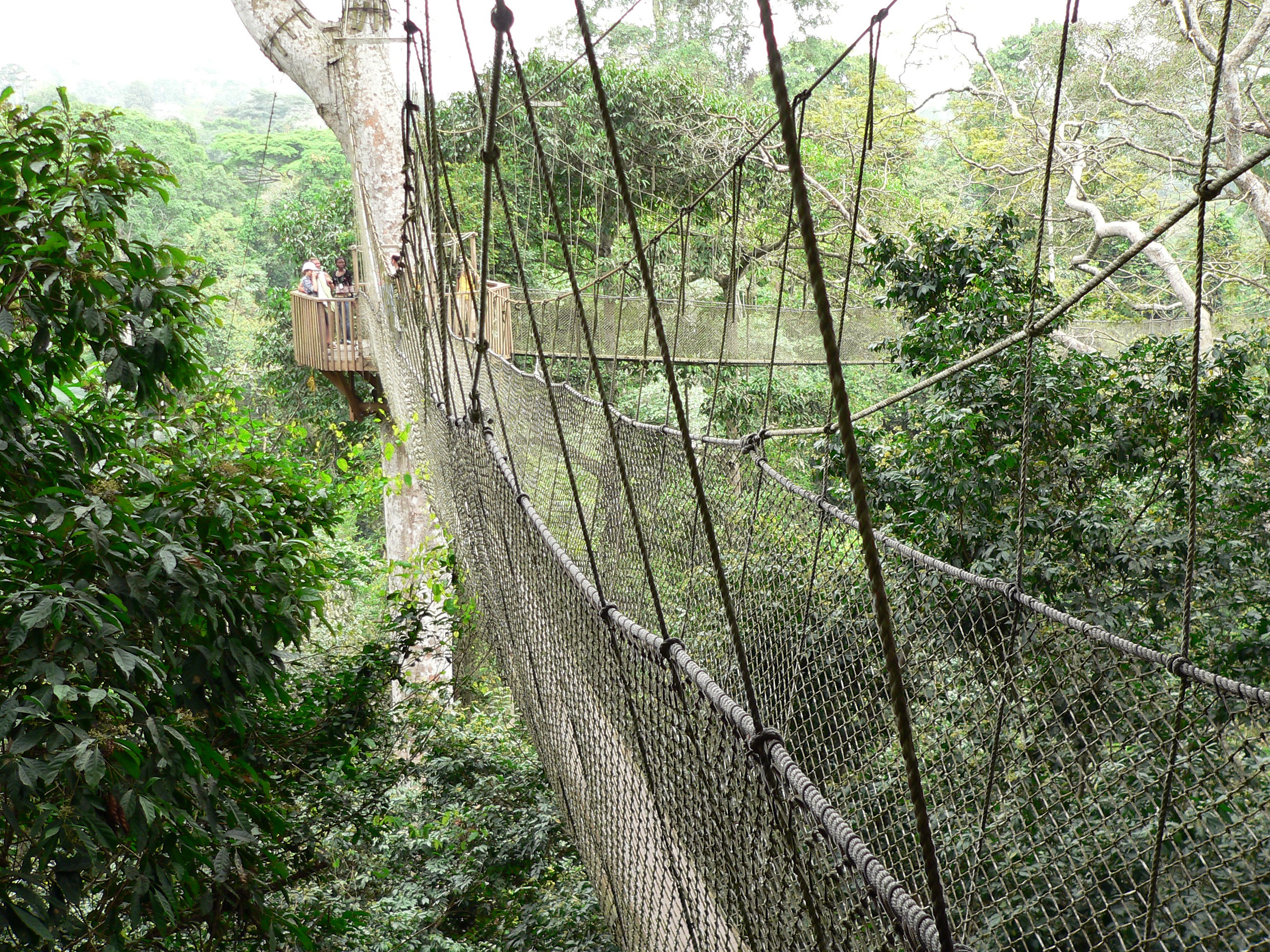
Kakum Nemzeti Park

- A legfőbb turistavonzerő a Cape Coast-i vár, amely az „Erődítmények és kastélyok, Volta, Accra, középső és nyugati régiók” Világörökségi helyszín része. Rengeteg fekete-amerikai turista keresi fel, hogy szembenézzen ősei múltjával. Obama elnök és felesége első hivatalos Afrikai útja is ide vezetett 2009 júliusában. A két föld alatti tömlöc meglátogatása, ahol a férfiakat és a nőket összezsúfolva tartották, ma is megrázó élmény.
- Viktória erőd (1702-ben épült)
- William erőd (1820-ban épült, 1835-1970-es évek között világítótoronyként működött)
- Cape Coasti Nemzeti Kulturális Központ
- Cape Coast Egyetem kampusz
- Óceánparti strandok
- Hans Cottage Botel - étteremmel egy kis tó fölött, amiben sok krokodil él. A bátrabbak megérinthetik őket amíg egy-egy fényképet készítenek.
- Kakum Nemzeti Park - 30 km-re a városközponttól az esőerdőben a világ három fákra szerelt függőhídjának egyike található itt. A függőhidak 40 m magasban a fák koronája közt 330 m hosszan 7 szakaszból állnak. Lélegzetelállító látvány és érzés végig menni rajta.
- PANAFEST - Két évente júliusban megrendezésre kerülő történelmi színház fesztivál az egység és pán-afrikai szellem előmozdítása érdekében.

## Testvérvárosok
- Buffalo, New York,  USA
- Hannover Park, Illinois,  USA